# Noddy, Toyland Detective
Noddy, Toyland Detective (en francés: Oui-Oui, Enquêtes au Pays des Jouets) es una serie animada por computadora franco-británica-estadounidense que presenta al personaje Noddy creado por Enid Blyton. La serie fue producida por DreamWorks Animation Television y Gaumont Animation. Encargado por France Télévisions, se estrenó el 26 de marzo de 2016, en la plataforma Zouzous, y se emitió en France 5, el 2 de abril de 2016.

## Reparto y personajes

### Principales
- Noddy (con la voz de Louis Ashbourne Serkis en la versión británica/inglesa,[6] Valin Shinyei y Antonio Mattera en la versión norteamericana/inglesa y Brigitte Lecordier en la versión francesa[3]) - Noddy es investigadora en Toyland.

Siempre que Noddy encuentra un misterio difícil de resolver y dice "Este caso es muy difícil", Bumpy o Revs lo alienta, y siempre vuelve a lo que "Big Ears siempre dice", "Un buen investigador mira y mira de nuevo" o "piensa y vuelve a pensar".
- Big Ears (voz de Jonathan Kydd) - Vecino y mentor de Noddy. Es un brownie de juguete chirriante. En el Reino Unido, se le conoce por su nombre original, Big Ears. En la versión norteamericana en inglés, se le conoce como Mr. Squeaks.
- Bumpy Dog - El perro de Noddy
- Revs: el coche rojo y amarillo de Noddy que está vivo y se comunica mediante el claxon. También puede transformarse en helicóptero.

### Secundarios
- Pat-Pat - Siguiendo al personaje clásico de Tessie Bear, Pat-Pat es uno de los amigos más cercanos de Noddy. Ella es un peluche Panda creativo, amable y amigable que usa un vestido rosa. Tiene tres amigos panda más pequeños llamados Pockets. Los bolsillos son extremadamente energéticos y excitables. Al correr, se transforman en pelotas de tenis blancas y negras.
- Deltoid - Deltoid es un superhéroe de juguete futurista masculino con una camisa blanca sin mangas y cabello rubio alto. Aspira a ser valiente y noble, pero a veces tiene miedo y es ingenuo. Él puede estar enamorado de Smartysaurus.
- Smartysaurus: un dinosaurio de juguete azul hembra que viste una bata de laboratorio blanca y gafas transparentes. Ella es una científica súper inteligente. A menudo agrega "-saurus" o "-asarus" al final de las palabras, como cuando se describe a sí misma como "torpe-saurus" o dice "point-asaurus" cuando recuerda cómo realizar un movimiento de baile.
- Fuse (voz de Jonathan Kydd): un robot de juguete masculino, blanco y moderno, con una pantalla de color azul que muestra su rostro. Puede cambiar su rostro al decir cómo se siente y el rostro que acompaña al sentimiento que ha dicho (como Baby de Kuu Kuu Harajuku). Es emocional, pero alegre.

### Menores
- Pockets: tres pequeños osos panda que viven en Animal Acres con Pat-Pat en su casa del árbol.
- Farmer Tom: un granjero amigable y vecino cercano de Pat-Pat.
- Tractor: el tractor del granjero Tom que se comunica mediante el uso de su bocina.
- Ratón de cuerda: una ratona de cuerda que se viste con una blusa amarilla con margaritas y es la alcaldesa de Brickabuild. Ella se basa libremente en el personaje de la clásica serie Noddy.
- Carlton: un gato de juguete macho con ruedas que viste una chaqueta de traje amarilla con pantalones verdes y es el ayudante y chófer de Clockwork Mouse.
- Queen Sparklewings - La reina de Fable Forest. Tiene el pelo castaño recogido en un moño y un vestido blanco largo y brillante.
- Coco y Cleo - Dos hadas en Fable Forest.
- Piratas: cuatro piratas y su loro Scurvy que viven en Cala Pirata, Capitán, Primer Oficial Rayas Piratas y dos piratas sin nombre.
- Ninjas: cuatro ninjas que viven en Daredale, vestidos de azul, verde, rosa y rojo.
- Los Caballeros - Cinco Caballeros en Fable Forest.
- Los Naughticorns - Tres unicornios que viven en los establos del Bosque Fable.
  - Hoof - Un unicornio índigo, macho con cabello lacio, azul oscuro. Es emotivo y tonto, a menudo le hace bromas a los demás y, a veces, hiere sus sentimientos. Pero por dentro tiene buen corazón y siempre se disculpa cuando hace algo mal.
  - Bling - Un unicornio femenino rosado con cabello rizado de color rosa oscuro. Es muy vanidosa y mira su apariencia a menudo. También piensa mucho en sí misma y, a veces, hace comentarios que no son agradables. Pero luego los compensa y trata de ser una buena amiga para los demás.
  - Cloppycorn - Un unicornio macho blanco con pelo verde azulado y desgreñado. Es más pequeño que los otros dos y es tímido. Hoof y Bling a menudo lo obligan a hacer cosas que no quieren hacer primero. Siempre trata de llamar la atención de ellos, pero a veces se olvidan de él. Pero realmente les agrada y hacen todo lo posible por ser amables con él.
- Los Constructores - Trabajadores de la construcción en Brickabuild.

## Desarrollo
La serie fue producida por Gaumont Animation y DreamWorks Animation Television, con la participación de France Televisions y Piwi +. El programa fue desarrollado por Heath Kenny Diane Morel y Myles McLeod.

## Transmisión
En Francia, la serie se estrenó el 26 de marzo de 2016 en la plataforma Zouzous de France Télévisions, y se emitió el 2 de abril de 2016 en France 5. En el Reino Unido, la serie se estrenó el 18 de abril de 2016, en el bloque Milkshake! de Channel 5. En los Estados Unidos, la serie se transmite por Universal Kids y también está disponible en Netflix. En Australia, la serie se transmite por ABC Kids. En Brasil, la serie se transmite por Globosat.
La serie también está disponible para transmisión en iTunes, Hulu, DreamWorks GO y YouTube.